# Асфальтени
Асфальте́ни (рос. асфальтены; англ. àsphaltenes; нім. Asphaltene) — асфальто-смолисті кисневі компоненти асфальтів, асфальтитів, нафт, бітумоїдів, розсіяної органічної речовини порід. Розчинні у хлороформі, чотирихлористому вуглеці, бензолі; осідають із розчинів при дії легкого петролейного ефіру.

## Загальні характеристики
Елементний склад (%): С — 73–87, Н — 6–9, S — 0,5–8, N — 0,5–2, О — 4–12.
Густина 1140 кг/м³. Під час нагрівання понад 300 °C розкладаються з утворенням коксу і виділенням газів.

## Асфальтени-зв'язуючі
Асфальте́ни-зв'я́зуючі — вуглеводневі сполуки, що мають високу молекулярну масу. Їх розглядають як дві-три узагальнені молекули смол. Основною властивістю асфальтенів, що надає їм високу адгезійну активність та пружність, є здатність розчинятися в мальтенах (суміш масел і смол). Асфальтени-зв'язуючі забезпечують твердість, температурну стійкість, полярність і спікливість.